# Harouna Kanté
Pour les articles homonymes, voir Kanté.
Harouna Kanté est un ingénieur et homme politique malien.

## Biographie
Docteur Ingénieur spécialisé en constructions civiles, il est diplômé de l'École nationale supérieure des Mines de Paris. 
Il a enseigné  à l'École nationale d'ingénieurs de Bamako (ENI/ABT).
Entré dans l'Administration malienne il sert successivement au Contrôle Général des Services Publics du Mali et au Bureau du Vérificateur Général (BVG). 
Le 25 avril 2012, il est nommé ministre de l'Enseignement supérieur et de la Recherche scientifique dans le gouvernement de Cheick Modibo Diarra. Il est reconduit dans le deuxième gouvernement de Cheick Modibo Diarra le 20 août 2012.